# Lannebert
Lannebert (tiếng Breton: Lannebeur) là một xã của tỉnh Côtes-d’Armor, thuộc vùng Bretagne, tây bắc Pháp.

## Dân số
Người dân ở Lannebert được gọi là Lannebertois.